# Biserica „Adormirea Maicii Domnului” din Petrăchioaia
Biserica „Adormirea Maicii Domnului” din Petrăchioaia este un monument istoric aflat pe teritoriul satului Petrăchioaia, comuna Petrăchioaia. În Repertoriul Arheologic Național, monumentul apare cu codul 104591.03.
Biserică grandioasă în plan trilobat, cu abside laterale iesite în afară realizată în 1832. Un deosebit interes artistic prezintă scenele din tindă ilustrând facerea lumii. Are trei turle. Icoanele care separau naosul de pronaos au fost trecute pe peretii laterali pentru a se mări spatiul. A doua denumire ("Sfânta Schimbare la Fată") demonstrează puternicele legături cu mănăstirile de la Sfântul Munte Atos.